# وقواق السحالي الكبير
وقواق السحالي الكبير أو وقواق السحالي الكوبي (الاسم العلمي Coccyzus merlini)، طائر من فصيلة الوقواقية ورتبة الوقواقيات. موطنه جزر باهاماس (في أندروس، إلوثيرا ونيو بروفيدنس) وكوبا. طوله 54 سم ويزن 155 غ. قوتها السحالي والحشراتن وتدثن أعشاشها في أعالي الأشجار (ذات الأوراق العريضة) والأنثى تبيض من بيضتان إلى ثلاث بيضات.

## وصلات خارجية
- BirdLife species factsheet for Coccyzus merlini
- "Coccyzus merlini". أفيباس [الإنجليزية]‏.{{استشهاد ويب}}:  صيانة الاستشهاد: علامات ترقيم زائدة (link)
- "وسائط عن Cuban lizard cuckoo". إنترنت بيرد كوليكشن.
- معرض الصور عن Great lizard-cuckoo على فيريو (جامعة دركسل)

- Great lizard-cuckoo species account at NeotropicalBirds (Cornell University)

- خريطة تفاعلية لنطاق انتشار Coccyzus merlini على IUCN Red List maps
- تسجيلات صوتية لGreat lizard cuckoo على Xeno-canto.